# Knäböj

Illustration hur en knäböjsövning kan se ut.

Knäböj är en flerledsövning, och styrketräningsövning för primärt den nedre delen av kroppen och ingår även som ett moment i styrkelyft. Fokus för övningen ligger på quadriceps, gluteus maximus och hamstringsmusklerna, men även vaderna och korsryggen aktiveras. 
Rörelsen går till så att man från en upprätt position med en skivstång på axlarna, sätter sig ned på huk varefter man åter reser på sig. Korrekt teknik är viktig, det finns annars risk för allvarliga skador. Ryggen måste hållas rak för att inte överbelasta korsryggen. Knäet ska peka mot fotens riktning genom lyftet. Bälte kan användas för att ge stöd.
Det finns ett antal variationer av knäböj:
- Knäböj fram (frontböj) med stången vilande på nyckelben och främre tredjedelen av deltamusklerna.
- Knäböj bak med hög stång, stången är då vilande på trapezius. Främst förekommande inom tyngdlyftning
- Knäböj bak med låg stång, stången vilar då på bakre tredjedelen av deltamusklerna. Främst förekommande inom styrkelyft.
- Knäböj utan vikter
- Knäböjning med lös vikt eller kettlebell kallas goblet-squat.

Ett alternativ till knäböj är benpress.